# Ropa (gromada)
Ropa – dawna gromada, czyli najmniejsza jednostka podziału terytorialnego Polskiej Rzeczypospolitej Ludowej w latach 1954–1972.
Gromady, z gromadzkimi radami narodowymi (GRN) jako organami władzy najniższego stopnia na wsi, funkcjonowały od reformy reorganizującej administrację wiejską przeprowadzonej jesienią 1954 do momentu ich zniesienia z dniem 1 stycznia 1973, tym samym wypierając organizację gminną w latach 1954–1972.
Gromadę Ropa z siedzibą GRN w Ropie utworzono – jako jedną z 8759 gromad na obszarze Polski – w powiecie gorlickim w woj. rzeszowskim na mocy uchwały nr 20/54 WRN w Rzeszowie z dnia 5 października 1954. W skład jednostki wszedł obszar dotychczasowej gromady Ropa ze zniesionej gminy Ropa w tymże powiecie. Dla gromady ustalono 27 członków gromadzkiej rady narodowej.
1 stycznia 1959 do gromady Ropa włączono wieś Łosie ze zniesionej gromady Łosie w tymże powiecie.
1 stycznia 1969 do gromady Ropa włączono wieś Gródek z gromady Stróże w tymże powiecie.
Gromada przetrwała do końca 1972 roku, czyli do kolejnej reformy gminnej. 1 stycznia 1973 w powiecie gorlickim reaktywowano gminę Ropa (od 1999 gmina należy nadal do powiatu gorlickiego, lecz w woj. małopolskim).